# Hugues Dayez
Pour les articles homonymes, voir Dayez.
Hugues Dayez, né le 20 janvier 1964 à Etterbeek (province de Brabant), est un critique de cinéma et journaliste culturel belge francophone.

## Biographie

### Jeunesse et formation
Hugues Dayez naît le 20 janvier 1964 à Etterbeek, une commune bruxelloise. Fils d'un père journaliste, il est le benjamin d’une famille de sept enfants. Il reçoit une éducation très traditionaliste, imprégnée de valeurs chrétiennes, mêlé d’ironie, de sens critique et d’autodérision. Il lit sa première bande dessinée Objectif Lune mais il voue une totale fascination pour Johan et Pirlouit de Peyo. Avec sa sœur, ils jouent aux méchants Philibert et Angelot. En 1975, il accompagne son père et rencontre Hergé aux studios de celui-ci. Il étudie le journalisme à l'Université catholique de Louvain.

### Carrière
À l'âge de 22 ans, il entre à la RTBF. Il est le bras droit de Sélim Sasson pendant 3 ans. En plus de ses chroniques cinéma dans les journaux et diverses émissions de la RTBF, il anime en radio l'émission 5 Heures cinéma le mercredi de 17 h à 19 h sur Pure FM en compagnie de Rudy Léonet jusqu'en juin 2015. Depuis septembre 2015 l’émission continue en podcast toujours avec son collègue Rudy Léonet. Depuis début 2015, tous deux organisent aussi des COD (critic on demand) publiques dérivées du concept 5 heures. Les personnes présentes sont invitées à proposer un film, un acteur ou un réalisateur à Hugues Dayez. Celui-ci fait alors appel à sa mémoire et remet le film dans son contexte, son époque.
De 2005, où il remplace au pied levé Olivier Monssens, il anime en télé Screen avec Cathy Immelen sur La Deux, jusqu'en 2009.
Il est également un connaisseur de la bande dessinée et écrit plusieurs ouvrages sur le sujet. Il livre ainsi Tintin et les héritiers sur la succession d'Hergé, publié aux Éditions du Félin en 2000,. Deux ans plus tard, il traite de la nouvelle bande dessinée et publie un ouvrage au titre éponyme chez Niffle. Il écrit une chronique Les Aventures du journal dans Spirou retraçant des éléments de l'histoire du journal. Il y est représenté sous les traits d'un grand coq anthropomorphe élancé,. Depuis 2019, il écrit la rubrique Spirou et moi où il interviewe un auteur.
Fin 2015, il publie également un livre d’entretiens avec Benoît Poelvoorde, intitulé Poelvoorde - L'inclassable, reprenant nombre des interviews qu’ils ont réalisées ensemble. En particulier, on y apprend que Hugues Dayez est le premier journaliste à avoir interviewé l'acteur à la sortie du film C'est arrivé près de chez vous à sa sortie en 1992 et sa présentation au festival de Cannes.
En 2016, il participe au téléfilm Lucky Luke, la fabrique du western européen.

Le 30 août 2022, il participe en compagnie de Rudy Léonet à l'émission de télévision 50 minutes présentée par Jim Nejman sur LN24 dans laquelle ils présentent leur ouvrage L'Almanach 5 heures paru chez Kennes. À la rentrée ce même duo revient sur La Première.
Hugues Dayez est distingué à plusieurs reprises, c'est ainsi qu'il reçoit le prix Saint-Michel 2004 de la presse pour Peyo l'enchanteur. Puis c'est sa couverture de l'actualité cinématographique qui lui vaut le prix Coq de la critique, de la diffusion et de l'exploitation, pour la vingtième édition en 2008. Et en 2010, le prix Ex-libris dans la catégorie presse audiovisuelle, lui est attribué pour la 24e édition.

### Vie privée
Hugues Dayez est père de deux fils dont l'aîné Thomas est autiste, et qui demande une attention redoublée de sa part. Nonobstant, il s’occupe de son second fils autant que du premier,.

## Œuvres
- Le Duel Tintin-Spirou[26] : Entretiens avec les auteurs de l'âge d'or de la BD belge, Le Félin, 1997, 253 p. (ISBN 978-2-86645-272-8)
- Le Duel Tintin-Spirou : Dix-sept témoignages qui donnent un éclairage passionnant sur l'histoire du neuvième art, Bruxelles/Paris, Luc Pire, 2001, 419 p. (ISBN 2-930088-49-4, présentation en ligne)
- Hugues Dayez et François Schuiten (Illustrateur), Tintin et les héritiers. Chronique de l'après-Hergé[10], Paris, Éditions du Félin, 2000, 183 p. (ISBN 978-2-86645-360-2, présentation en ligne)
- La Nouvelle Bande dessinée[11] : Blain, Blutch, David B., de Crécy, Dupuy-Berberian, Guibert, Rabaté, Sfar, Bruxelles, Niffle, 2002, 205 p. (ISBN 978-2-87393-028-8, présentation en ligne)
- Peyo l'enchanteur, Bruxelles, Niffle, coll. « Profession », 2003, 189 p. (ISBN 978-2-87393-046-2, présentation en ligne)
- Bruno Dayez et Hugues Dayez (préf. Benoît Dejemeppe), Justice et cinéma : Quarante méditations sur la justice vue à travers le septième art, Anthemis, 2007, 198 p. (ISBN 978-2-87455-073-7, présentation en ligne)
- Hugues Dayez et Rudy Léonet, Recommandé par 5 Heures : Entretiens retranscrits par Morgan Di Salvia, d'après les bandes enregistrées retrouvées en 2014, Waterloo, La Renaissance du livre, 2014, 186 p. (ISBN 978-2-507-05252-2, présentation en ligne)
- Poelvoorde l'inclassable : Entretiens (1992-2015), Waterloo, La Renaissance du livre, 2015, 220 p. (ISBN 978-2-507-05330-7, présentation en ligne)
- Hugues Dayez et Rudy Léonet, 100 films recommandés par cinq heures : Hors d'oeuvre et chefs-d'oeuvre, Lormont, Le Bord de l'eau, 8 novembre 2016, 224 p. (ISBN 978-2-39015-009-1, présentation en ligne).
- Hugues Dayez, Rudy Léonet et Clarke (illustrateur), Almanach 5 Heures : 2023, Gerpinnes, Kennes, août 2022, 160 p. (ISBN 978-2-380-75805-4, présentation en ligne).

## Réception

### Prix et distinctions
- 1999 :  prix de l'information BD décerné par la Chambre belge des experts en bande dessinée[27] pour Tintin et les Héritiers (Éditions Luc Pire) ;
- 2004 :  prix Saint-Michel de la presse pour Peyo l'enchanteur[21] ;
- 2008 :  prix Coq de la critique, de la diffusion et de l'exploitation, pour la vingtième édition[22]. Le jury souligne sa "remarquable rigueur intellectuelle avec laquelle il a couvert, en 2007 comme depuis près de vingt ans, l'actualité cinématographique, en Belgique et à l'étranger" ;
- 2010 :  prix Ex-libris dans la catégorie presse audiovisuelle[23], pour la 24e édition[1].

#### Livres
: document utilisé comme source pour la rédaction de cet article.
- Jacques Fiérain, « Dayez, Hugues », dans La BD à Bruxelles et en Brabant, Charleroi, Éd. l'Âge d'or, avril 2003, 144 p., ill. ; 31 cm (ISBN 9782960119664 et 2960119665, OCLC 470388171, présentation en ligne), p. 24. .
- Philippe Mellot, Michel Denni, Laurent Turpin et Isabelle Morzadec, Trésors de la bande dessinée : BDM 2021-2022 - Catalogue encyclopédique et Argus, Paris, Les Arènes, novembre 2020, 22e éd., 1700 p., ill. ; 23 cm (ISBN 9791037502582, OCLC 1240308146, présentation en ligne), p. 964. .

#### Périodiques
- Hugues Dayez (interviewé par Sébastien Ministru), « Hugues le petit reporter », Télémoustique,‎ juin 1997, p. 58.

### Podcasts
- Septante Minutes Avec Hugues Dayez : La nouvelle ère du cinéma par Guillaume Hachez sur Podcasts (Apple), (1 h 26 min) 16 mai 2019.

### Vidéographie
- [vidéo] « Hugues DAYEZ est SAM Il nous raconte son quotidien auprès de son fils Thomas », sur YouTube, 24 septembre 2018